# 萊諾克斯鎮區 (密歇根州)
萊諾克斯鎮區（英語：Lenox Township）是位於美國密歇根州馬科姆縣的一個行政鎮區。

## 地方資料
萊諾克斯鎮區的面積為100.80平方千米，當中陸地面積為100.40平方千米，而水域面積為0.40平方千米。根據2020年美國人口普查的數據，當地共有人口12119人，而人口密度為每平方千米120.23人。